# NGC 5989
NGC 5989 is een spiraalvormig sterrenstelsel in het sterrenbeeld Draak. Het hemelobject werd op 25 mei 1788 ontdekt door de Amerikaanse astronoom Lewis A. Swift.

## Synoniemen
- UGC 9985
- MCG 10-22-34
- ZWG 297.28
- IRAS 15405+5954
- PGC 55802